# 大紅湍郡
大紅湍郡（：／ Taehongdan gun */?）又译为大红丹，是朝鮮民主主義人民共和國兩江道東北部的一個郡，位於白茂高原西部。北隔圖們江與中國吉林省相望，東鄰咸鏡北道。面積680.9平方公里，2008年人口35,596人。下分1邑、9勞動者區。
當地是馬鈴薯的產地。1990年代末至2000年代初金正日曾親自指導當地馬鈴薯種植，稱為「大紅湍式農法」。

## 歷史
1978年由兩江道5號地區、三池淵郡一部分和咸鏡北道延社郡的一部份合成本郡。